# Argyronisos
Argyronisos (grekiska: Αργυρόνησος) är en ö i Grekland. Den ligger i regionen Thessalien, i den centrala delen av landet, 130 km norr om huvudstaden Aten. Arean är 0,45 kvadratkilometer.